# Karnawał - pozytywne myślenie
Karnawał – pozytywne myślenie – wspólny singel polskich zespołów Voo Voo i Jafia Namuel, a jednocześnie materiał promocyjny Wielkiej Orkiestry Świątecznej Pomocy. Jest to także "hymn" tejże fundacji, a melodia tego singla jest bardzo często wykorzystywana podczas Finału WOŚP w różnych aranżacjach i z tym wydarzeniem jest ona najbardziej kojarzona.

## Lista utworów
| 1. | Karnawał – pozytywne myślenie wersja radiowa – krótkobujająca                 | 4:37 |
| 2. | Karnawał – pozytywne myślenie wersja długa – bujająca, na gadułę prowadzącego | 8:37 |

- Karnawał – muzyka i tekst – Wojciech Waglewski
- Pozytywne myślenie – muzyka i tekst – Dawid Portasz

- perkusja – Piotr Żyżelewicz
- bas – Karim Martusewicz
- gitara i wokal – Wojciech Waglewski
- saksofon, akordeon, wokal – Mateusz Pospieszalski
- wokal – Mamadou Diouf, Dawid Portasz
- chórek – Mateusz Pospieszalski, Katarzyna Owczuk
- produkcja – Wojciech Przybylski
- nagrano w Studio S4 w Warszawie